# Cheyssieu
Cheyssieu ist eine französische Gemeinde mit 1.051 Einwohnern (Stand: 1. Januar 2022) im Département Isère in der Region Auvergne-Rhône-Alpes; sie gehört zum Arrondissement Vienne und zum Kanton Vienne-2 (bis 2015: Kanton Roussillon).

## Geografie
Cheyssieu liegt etwa zehn Kilometer südsüdwestlich von Vienne am Fluss Varèze und seinem Zufluss Suzon. Umgeben wird Cheyssieu von den Nachbargemeinden Les Côtes-d’Arey im Norden und Nordosten, Vernioz im Osten, Assieu im Süden und Südosten sowie Auberives-sur-Varèze im Westen.

## Bevölkerungsentwicklung
| Jahr                       | 1962 | 1968 | 1975 | 1982 | 1990 | 1999 | 2006 | 2017 |
| -------------------------- | ---- | ---- | ---- | ---- | ---- | ---- | ---- | ---- |
| Einwohner                  | 353  | 403  | 423  | 566  | 648  | 731  | 933  | 1024 |
| Quellen: Cassini und INSEE |      |      |      |      |      |      |      |      |

## Sehenswürdigkeiten
- Kirche Mariä Barmherzigkeit (Notre-Dame-de-la-Compassion)